# The Sad Sack
Pour les articles homonymes, voir Sack (homonymie).
The Sad Sack est un comic strip créé par George Baker en 1942. Cette série humoristique raconte la vie d'un soldat. Il a été adapté en comic books publié par Harvey Comics, en film en 1957 avec Jerry Lewis dans le rôle titre et en série radiophonique avec Mel Blanc comme interprète.

## Historique
The Sad Sack connu aussi sous le nom de Sad Sack apparaît en mai 1942 dans un numéro de Yank Magazine', un hebdomadaire publié par l'armée américaine. Son auteur George Baker avait eu l'idée du personnage dès le début de l'année 1941 alors qu'il effectuait son service militaire. Son but était de montrer ce qu'était vraiment la vie des soldats loin de l'imagerie flamboyante proposée par les publicités pour l'armée qui commençait à apparaître. Il propose son idée de strip à plusieurs journaux mais sans succès. Il abandonne alors son projet jusqu'à ce qu'en 1942, l'armée propose un concours de dessin en 1942. C'est sa victoire à ce concours qui lui permet d'avoir une publication régulière de sa série The Sad Sack dans le journal militaire. Le succès de ce strip amène la publication par Simon & Schuster d'un premier recueil intitulé The Sad Sack suivi en 1946 par The New Sad Sack. Après-guerre, George Baker trouve des journaux pour diffuser sa série qui en 1946 apparaît aussi dans un comic book, le numéro 55 de True Comics. C'est Bell Syndicate qui à partir de 1945 diffuse des réimpressions des gags de Sad Sack dans les journaux. Le 5 mai 1946 arrive le premier épisode inédit dans une plache dominicale. La série change alors de tonalité avec Sad Sack qui retrouve la vie civile. En 1952, le personnage revient sous forme de strip quotidien mais cette nouvelle version ne trouve pas son public et est arrêtée après un an. L'épisode du dimanche dure jusqu'en 1958.
En 1949, Sad Sack est publié en comic book par Harvey Comics. Alfred Harvey avait trouvé le strip intéressant et après avoir rencontré Baker, s'était lié d'amitié avec lui. La parution dans sa maison d'édition apparaissait donc normale. Toutefois, les premiers numéros de ce comic book racontent l'histoire du personnage une fois qu'il a quitté l'armée, reprenant ainsi le thème de la planche dominicale du strip. Après 21 numéros, Baker préfère revenir à l'idée originale et fait de Sad Sack de nouveau un militaire.  Cette décision est la bonne car à partir de ce moment les ventes du comics s'envolent. À partir du milieu des années 1950, Baker abandonne l'écriture et le dessin du comic book. En effet, le strip est muet et il éprouve des difficultés à raconter des récits longs avec des dialogues. Il sera remplacé par Joe Dennett, Jack O'Brien, Paul McCarthy et enfin Fred Rhoads qui est le dessinateur qui a réalisé le plus d'épisodes.
Un effort pour adapter le soldat au public français dans les années 1970 – où il apparaît sous le nom de Lahuri — ne durera le temps que de quelques numéros.

## Publications
The Sad Sack a été d'abord publié sous forme de comic strip avec une planche dominicale. En comic book, il apparaît une première fois en 1946 dans un numéro de The True Comics. Mais c'est surtout chez Harvey Comics qu'il sera publié. La série principale est publiée de 1949 à 1982 (date à laquelle Harvey Comics cesse de publier des comics) et compte 287 numéros. Lorsqu'en 1990 Harvey tentera de relancer sa ligne de comics quatre nouveaux numéros de Sad Sack seront publiés. Trois autres séries mettant en scène le personnange apparaissent en 1949 et 1982 : Sad Sack and the Sarge, Sad Sad Sack world et Sad Sack Comics. 

## Adaptations
- The Sad Sack 1957 film de George Marshall avec Jerry Lewis et Peter Lorre